# Mārtiņš Roze
Mārtiņš Roze (28 de septiembre de 1964 – 8 de septiembre de 2012) fue un político letón. Desde 2002 hasta 2009 fue Ministro de Agricultura de Letonia. Fue miembro de la Unión de Agricultores de Letonia. Se graduó en la Universidad de Letonia.